# 雅各布斯島
64°48′S 64°1′W / 64.800°S 64.017°W
雅各布斯島（英語：Jacobs Island）是南極洲的島嶼，位於帕默群島的昂韋爾島西南岸，處於赫勒曼岩和拉格德角之間，長0.5公里，現時由南極條約體系管理。